# Haliclona cervicornis
Haliclona cervicornis är en svampdjursart som först beskrevs av Peter Simon Pallas 1766.  Haliclona cervicornis ingår i släktet Haliclona och familjen Chalinidae. Inga underarter finns listade i Catalogue of Life.